# Hermacha purcelli
Hermacha purcelli is een spinnensoort in de taxonomische indeling van de Entypesidae.
Hermacha purcelli werd in 1903 beschreven door Simon.